# Chrzest Litwy

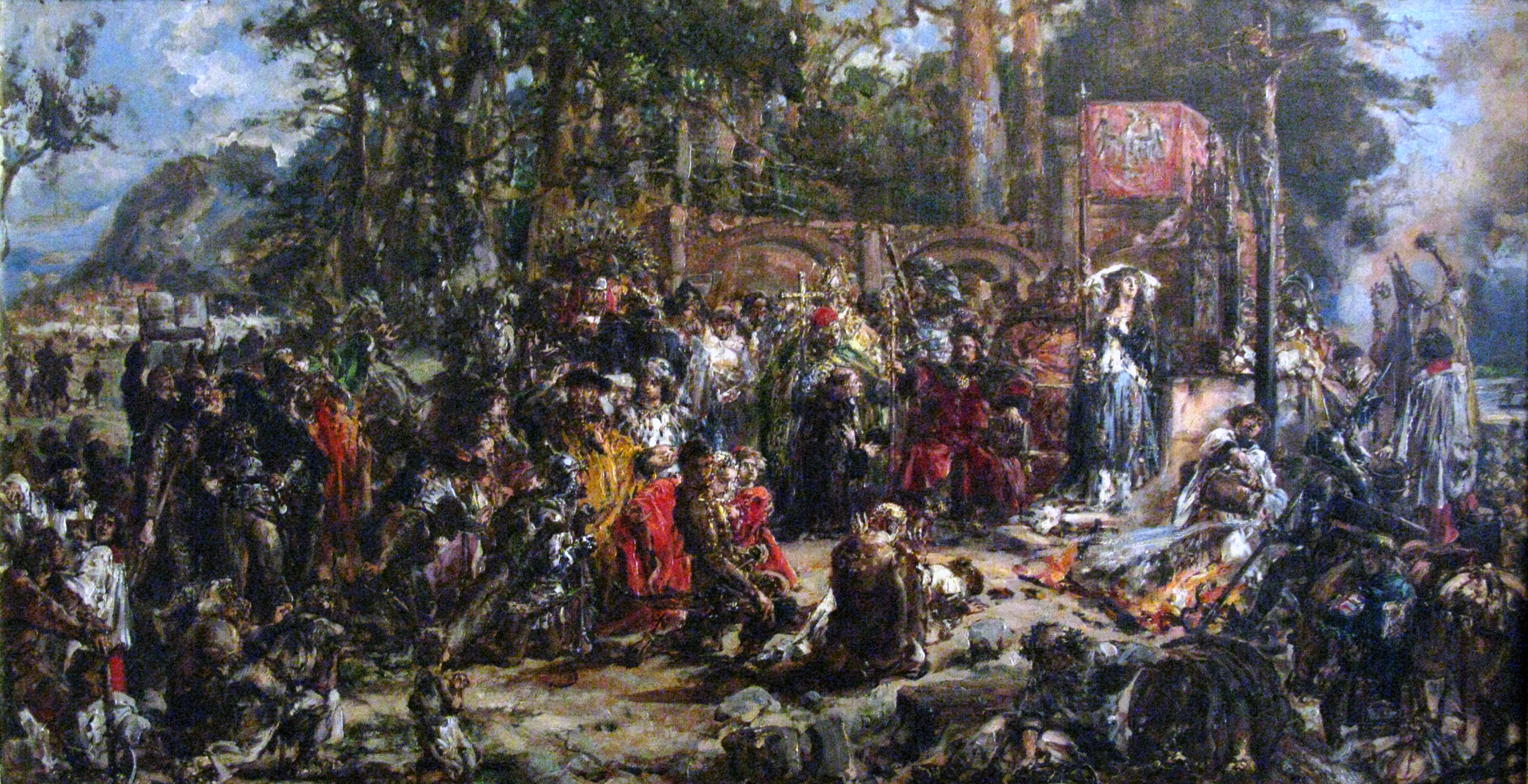
Jan Matejko: Chrzest Litwy

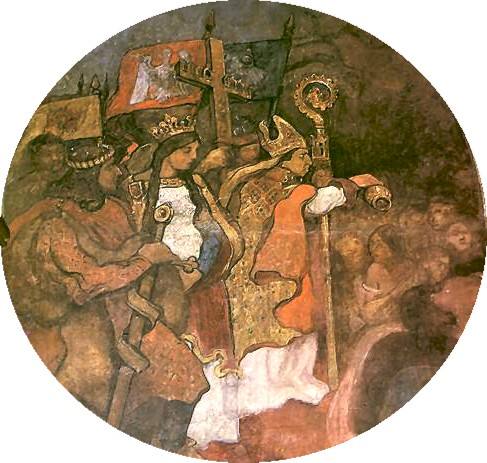
Włodzimierz Tetmajer: Chrzest Litwy

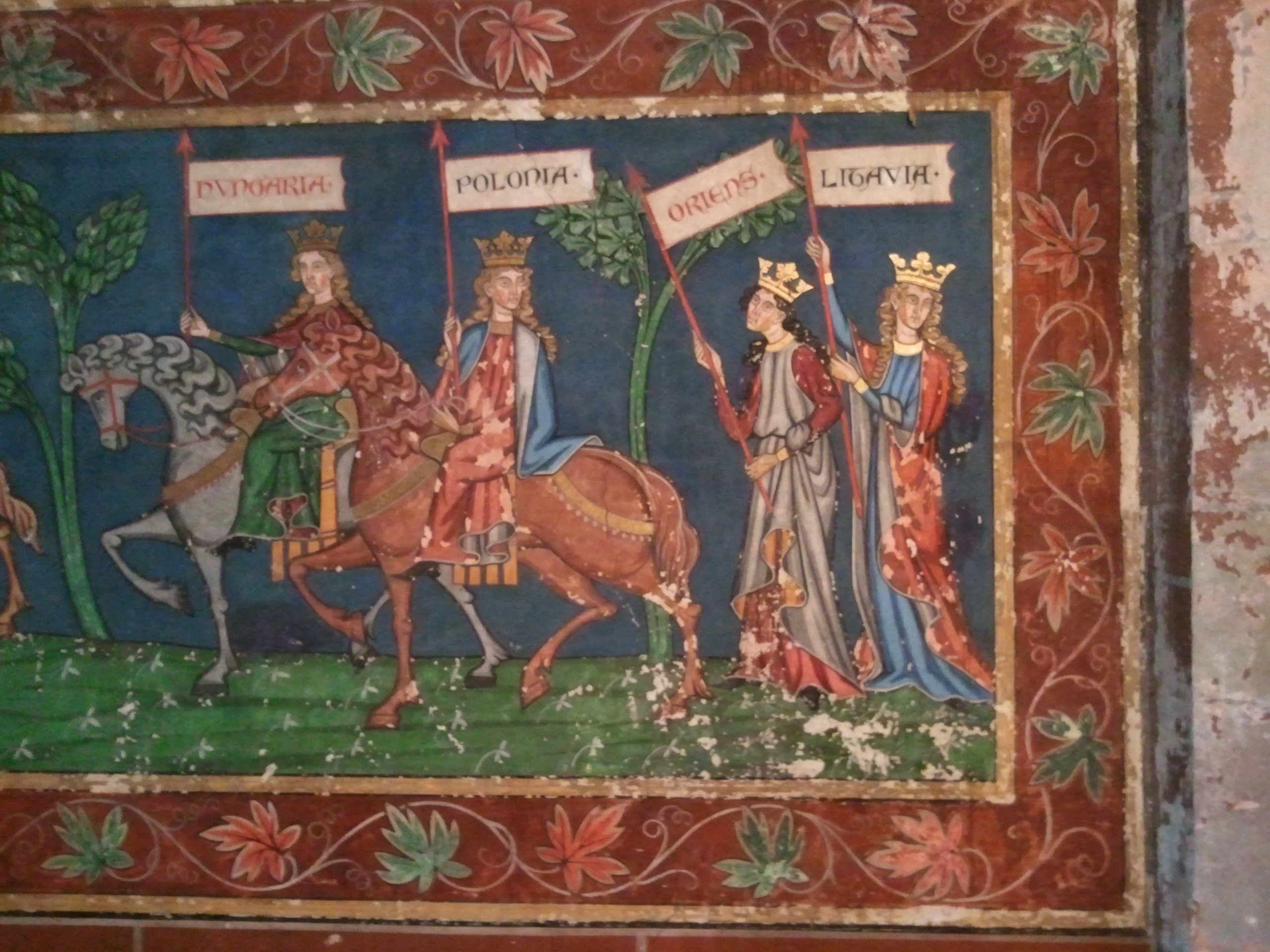
Pochód narodów Europy do Krzyża

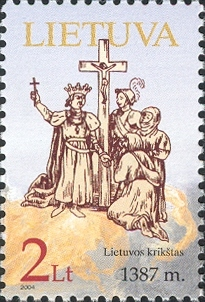
Znaczek poczty litewskiej

Chrzest Litwy (biał. Хрышчэнне Літвы, lit. Lietuvos krikštas) – chrystianizacja Wielkiego Księstwa Litewskiego (za pontyfikatu papieża Urbana VI) przeprowadzona w latach 1387–1388 przez pierwszego biskupa wileńskiego Andrzeja Jastrzębca, współdziałającego z królem Władysławem II Jagiełłą.
Chrztem prowadzonym w latach 1387–1388 objęta została tylko Auksztota; w 1388 erygowano diecezję wileńską. Żmudź przyjęła chrzest ćwierć wieku później, w 1413.

## Tło historyczne chrztu
W Polsce przyjął się pogląd, iż w XIV wieku Wielkie Księstwo Litewskie było jedynym niechrześcijańskim państwem w Europie. Absolutna większość ziem wchodzących w skład Wielkiego Księstwa była ziemiami ruskimi, które zostały schrystianizowane w 988 w obrządku prawosławnym, wraz z przyjęciem chrztu przez Ruś Kijowską. Wielkie Księstwo Litewskie za panowania Jagiełły było państwem pogańskim jedynie na ziemiach rdzennie litewskich, które stanowiły około 10% powierzchni państwa. Sam Jagiełło został po urodzeniu ochrzczony, przez swoją matkę – ruską księżniczkę Juliannę, w cerkwi prawosławnej. Jagiełło był już więc chrześcijaninem, gdy w wieku dorosłym ponownie przyjął chrzest w kościele katolickim.
Argument „pogańskiej Litwy” miał wykorzystywać sąsiadujący z Wielkim Księstwem zakon krzyżacki jako pretekst do napaści na to państwo. Litwa wchodziła w konflikty także z Polską, ale nie przybierały one tak dużych rozmiarów (wojny polsko-litewskie). Napaści krzyżaków stały się na tyle uciążliwe, że władający Litwą Jagiełło postanowił przyjąć za pośrednictwem Polski chrzest. Królem w Polsce była wówczas niepełnoletnia Jadwiga Andegaweńska. Oba państwa miały wspólny interes – ich wrogiem był zakon krzyżacki.

## Chrzest
Na mocy ustaleń unii w Krewie w 1385 Jagiełło zobowiązał się do przyjęcia chrztu przez Wielkie Księstwo Litewskie. W 1387 przybył na Litwę, gdzie drogą perswazji przekonał bojarów litewskich do potrzeby przyjęcia nowej wiary. Polecił ją przyjąć wszystkim swoim poddanym. Rozpoczął niszczenie obiektów dawnego kultu (karczowanie świętych gajów, gaszenie świętego ognia, zabijanie świętych węży). Obyło się jednak bez stosowania przemocy wobec ludności. W 1388 biskup Andrzej przeprowadzał liczne chrzty zbiorowe. Jagiełło zaś sam przetłumaczył dla swojego ludu na język litewski Modlitwę Pańską i Skład Apostolski. W celu pozyskania większej liczby duchownych Litwinów królowa Jadwiga Andegaweńska ufundowała w 1397 kolegium litewskie przy Uniwersytecie Karola w Pradze.